# Perizoma inconspicuaria
Perizoma inconspicuaria là một loài bướm đêm trong họ Geometridae.